# Station Bonne Espérance
Station Bonne Espérance was een spoorwegstation langs de inmiddels opgebroken spoorlijn 108 (Erquelinnes - Mariemont).